# Cuando toca la campana
Cuando toca la campana es una serie original de Disney Channel Latinoamérica estrenada el 28 de febrero de 2011 en América Latina. El programa sigue las aventuras de unos chicos que tratan de divertirse "cuando toca la campana" a la hora del recreo. El programa está protagonizado por Mariana Magaña, Eva De Dominici, Nicole Luis, Jorge Blanco, Leonel Deluglio, Diana Santos, Julio Graham, Gerardo Velázquez y Stephie Camarena. El concepto original de Disney fue basarse en el formato de Quelli dell'Intervallo de Disney Channel Italia, que trata de unos amigos que cuentan sus aventuras y desventuras durante el recreo en una parte específica de la escuela, generalmente el conocido balcón.

## Sinopsis
¿Quién no tuvo aquella amiga estudiosa? ¿Y la divina, que sólo piensa en ropa y en hablar por celular? ¿La artista famosa, más difícil de encontrar pero no menos divertida? Nunca falta la que cada día está con un humor diferente, ni tampoco la que vive en la luna. Siempre está el guapo de la escuela, al que todas las chicas quieren conquistar; el bailarín, que no deja a nadie quieto; el amigo pesimista, que divierte a los demás con sus preocupaciones ridículas, y aquel desaliñado que hace que todos se rían a carcajadas.
Con personajes de perfiles tan distintos aunque, al mismo tiempo, tan comunes en los grupos de amigos de escuela, la serie Cuando toca la campana divierte a los adolescentes y muestra los estados típicos de los estudiantes, como el desarrollo de las personalidades, los enamoramientos, el manejo del dinero, las competiciones deportivas y también, el estudio.

## Producción

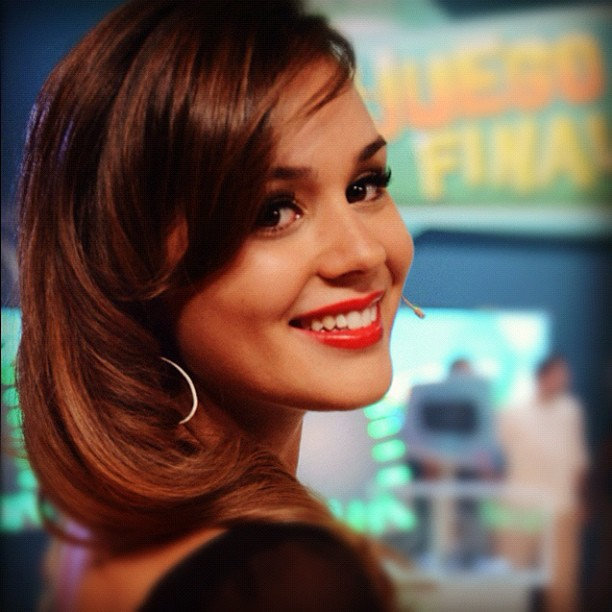
Valeria Baroni quien aparece en el show como invitada especial.

El show fue producido por Disney Channel Latinoamérica en asociación con Cristal Líquido Produçöes. Disney Channel Latinoamérica le brindó a su audiencia Highway: Rodando la aventura con talento latino del mismo canal: los chicos del segmento Zapping Zone fueron los protagonistas del melodrama, siendo bien recibido por toda la comunidad de habla hispana en todo el continente. La miniserie lanzó una banda sonora ocupando los primeros puestos en Radio Disney y fue la banda sonora infantil más vendida en Latinoamérica. El sencillo "Amigas por siempre" fue la canción número uno de la banda sonora y tuvo más de 800 000 reproducciones en Youtube.
Los productores de Disney Channel Latinoamérica, viendo el increíble éxito de la producción, se dieron cuenta de que las series latinas también serían bien recibidas por el público del canal, y decidieron realizar Cuando toca la campana. La diferencia que el show tuvo con Highway: Rodando la aventura fue que el primero está basado en el formato de la serie de Disney Channel Estados Unidos, As the Bell Rings.
Disney decidió apostar por una serie sencilla, ya que fue su primer intento en realizar una serie con elenco totalmente desconocido en el canal y no sabía cómo iba a ser recibida. Disney decidió elegir a algunos actores provenientes de High School Musical: El Desafío, como Mariana Magaña, Stephie Camarena y Jorge Blanco porque querían garantizar un éxito en la serie. Diana Santos y Jorge Blanco, egresados del "reality show" de High School Musical: El Desafío, reconocieron que tienen un gran compromiso en sus manos con esta producción, de la que esperan que haya una segunda temporada, debido a una buena aceptación del público, "...Estamos felices de trabajar en este proyecto que representa mucho para nosotros. Yo siempre quise trabajar en una serie y más en un proyecto hecho especialmente para el país...", dijo Diana.
 Junto a todo el proyecto también fue anunciado el lanzamiento de un CD, que salió a la venta el 15 de abril de 2011 con 12 canciones originales. El 30 de marzo de 2011 el elenco de Cuando toca la campana concedió una entrevista a Radio Disney Latinoamérica donde hablaron del disco.
Después de un largo hiato, la serie regresó a partir del 30 de junio de 2011 con nuevos episodios.[cita requerida]

### Casting
En el casting inicial Disney estaba buscando actores jóvenes con antecedentes filmográficos. Se presentaron más de 200 aspirantes al casting. Sumamente emocionados, la mañana del 18 de febrero de 2011 los actores mexicanos Diana Santos, Jorge Blanco, Gerardo Velázquez, Stephie Camarena y Mariana Magaña, quienes forman parte del equipo de protagonistas, dieron una muestra de lo que sería la serie y el por qué de la apuesta de Disney hacía ellos. Con algunos números musicales en los que tuvieron que improvisar debido a fallas en el sonido, los cinco jóvenes arrancaron los aplausos al presentarse la propuesta.

## Personajes

### Elenco principal
- Leo Deluglio como Miguel. Es un gran AMIGO, así, con todas las letras. Gracioso, simpático y con mucha onda. Miguel pone la amistad ante todo y le encanta solucionar los problemas de quienes lo rodean. Su carisma y generosidad hacen que arranque suspiros entre las chicas. Algún día le gustaría conquistar a Lucía, pero no se atreve a confesarle su amor.
- Nicole Luis como Lucía. Carismática y muy práctica, le encanta organizar shows, fiestas, cumpleaños y todo lo que la deje en una posición de liderazgo. Suele dar órdenes, aunque no siempre las acata. Su debilidad es la tecnología y todo lo que se refiere a ese campo. Una de sus aspiraciones es llegar a ser tecnóloga, el campo que a ella le llama la atención. Es adicta a su celular. A Lucía le encanta hacerse la adulta, pero en realidad es totalmente insegura. Está siempre preocupada de su apariencia y su modo de vestir. Es hija única, y gran admiradora de su señora madre. Le gustaría siempre ser como ella y poner en práctica lo que ella siempre le ha enseñado. Está enamorada de su compañero Miguel.
- Stephie Caire como Natalia "Naty". Es la chica más cameleónica y artista de la escuela. Emo, punk, hippie, yuppie... Nombra un estilo y seguro que ella ya lo ha probado. Su energía arrolladora la lleva a adoptar incontables hobbies y a experimentar con todas las ramas: música, cine, literatura, pintura, lo que sea. ¡Su cabeza rebota de ideas sin remate y pensamientos inconclusos! Así que quienes conversen con Naty, deberán prepararse para los finales abiertos.
- Mariana Magaña como Bárbara "Barbi". Es la chica que vive en el mundo de las flores, la poesía, las baladas, etc. En este universo vive esta chica sensible y dedicada, que siempre luce ropa hippie y con un toque romántico. Es distraída y se define como tímida, pero sus amigos la consideran divertida, porque le encanta contar historias estrafalarias y elabora las teorías más absurdas de la vida, y que defiende a morir. Esta chica vive en su mundo de fantasías, y de esta vida no quiere salir, pues para ella la vida siempre debe ser hermosa, bella y tranquila y además llena de posibilidades muy lindas, que todas las personas deben disfrutar y vivir en el momento que Dios nos brinde esa oportunidad. Barbi es una persona que vive en un mundo irreal.
- Jerry Velázquez como Dionisio "DJ" Juárez. Donde haya un mp3, seguramente andará Dj cerca. Su reproductor de música lo acompaña a todas partes. Baila muy bien y se anima a lucir sus pasos en cualquier estilo: Black, Street, Dance, Hip Hop, etc. Siempre está de buen humor y en busca de nuevos amigos. No es la persona más indicada para guardar secretos, sin darse cuenta, termina contando todo lo que escucha por los pasillos de la escuela y en general lo distorsiona. DJ, aunque sea muy buen amigo, hay que tener mucho cuidado con él, ya que debido a su forma de ser y de tontear con todo tipo de música, mete fácilmente a las demás personas que lo rodean en problemas o chismes, especialmente a los que se atreven a contarles sus vidas o historias; es mejor tratarlo de lejos. En un episodio de la segunda temporada se revela que su verdadero nombre es Dionisio Juárez.
- Julio Graham como Rodrigo. Es una persona muy retraída, por eso sus compañeros logran captar su atención, diciendo "Tierra llamando a Rodrigo". Es un personaje distraído, confuso y nunca puede seguir el razonamiento del grupo. Sus amigos lo incentivan a que hable, participe, juegue más y a que se sienta dentro del grupo; por eso le dicen "El Cuervo". Pero nadie sabe muy bien el origen de este apodo, que a decir verdad, él detesta cuando le dicen así. Es el supersticioso del grupo y de la escuela, el que cree que todo va a terminar mal. Se refugia en su madera de la suerte para alejar los malos augurios. Al principio le gusta Paola pero después, Barbi.
- Xabiani Ponce De León como Paul. Deportista y atractivo, es el nuevo galán de la escuela. Es muy vanidoso, siempre anda con un peine acomodándose el pelo. Entra con actitud pedante, poniéndole apodos burlones a todo el mundo, pero en su prepotencia esconde inseguridad y la necesidad de ser aceptado.
- Mariana Magaña como Sofía. Es la hermana gemela de Barbi y su antítesis total. Es muy inteligente y racional, sabe más que los profesores. Siempre está dispuesta a ayudar a sus compañeros y explicarles lo que no entienden en clase. Estuvo en una escuela para niños prodigio y asegura que se cambió a una escuela normal, porque necesitaba sentirse "una chica más".
- Delfina Varni como Jane. Es la nueva estrella que llega a la escuela, aunque no tiene aires de diva. Viene de Estados Unidos y habla mezclando palabras en inglés y en español. Es simpática y desenfadada. Siempre dice lo que piensa y ama el rock and roll.
- Eva de Dominici como Paola. A desenrollar la alfombra roja, cuando se habla o para por aquí Paola. Es una cantante exitosa y solo va a la escuela para rendir exámenes, siempre vestida al último grito de la moda, y rodeada de fanes. Paola cuenta historias de encuentros con celebridades, contratos y otros aspectos glamurosos del mundo del espectáculo. Adora ser el centro de atención, por eso no sorprende que le encanten los paparazzi. En la escuela, cuando la ven pasar por los pasillos, sus compañeros simulan extender una alfombra roja para hacerle sentir que camina por las nubes y que no tiene rival dentro de la escuela.
- Diana Santos como Ana. Shhh... ¡Estudiante estudiando!. Ana es la más culta de todos y está siempre lista para contestar las preguntas del profesor. Si bien es considerada un pequeño genio, no resulta pesada ni arrogante. Al contrario, todos aseguran que es una gran amiga. Le encantan los periódicos internacionales y no se salta ni un artículo de política ni economía. Además, le interesa la ecología y pretende salvar al mundo. Ah ¡y también tiene facilidad para las matemáticas! Le gusta estar con amigos, pero se irrita con los insignificantes. Sin embargo, siempre muestra cierta delicadeza al rechazar la opinión de sus compañeros. Por los pasillos siempre luce ropa cómoda y práctica pero bonita. Dramática, sufre exageradamente si recibe una baja calificación o no puede contestar algo que le preguntan sus amigas. Por eso, las compañeras la provocan con enigmas y cuestiones absurdas. Le gusta Pablo.
- Jorge Blanco como Pablo. Es "El Sr. Deportes". El fútbol es su pasión y para él, no existe mejor tema de conversación que ese. ¿ Estadísticas? ¿Goles históricos? ¿Formaciones de equipos? ¡Lo recuerda todo! Y como se asegura de incluir los datos en cada conversación, suele ser bastante molesto. Es considerado el mejor jugador de fútbol de la escuela y le encanta ese título... Sobre todo porque lo hace muy popular entre las chicas. Pablo adora el espejo y está siempre listo para escuchar un piropo o un elogio. ¿Su look? ¡Oh, sorpresa! Le encantan los accesorios deportivos. Además, tiene una colección de camisetas de equipos de fútbol y otros deportes. En el nuevo año escolar le ofrecen ir a golear a EE.UU; se fue para allá por un año y no regresa (el actor durante el 2011 - 2012 se unió al elenco de la serie juvenil Violetta; por eso, en la segunda temporada de Cuando toca la campana solo aparece como invitado especial en cuatro episodios).

### Elenco recurrente
- Walter Bruno como Matías. Es el chico más lindo de la escuela según las chicas y tuvo un supuesto cruce con Ana. Le cae mal a Pablo porque pasa mucho tiempo con Ana, de hecho casi se enfrenta con él pero finalmente desistió de eso. Nati está enamorada de él.
- Santiago Stieben como Ramiro. Es un alumno caprichoso y fue oponente de Miguel en las elecciones de delegado en el episodio 12. Él y Rodrigo tienen una rivalidad y casi se enfrentan en el episodio 21 pero finalmente Rodrigo se arrepintió. Le gusta Barbi, la invitó a salir y se reta con Rodrigo por ella (en el episodio Rivales), pero Rodrigo gana. En la segunda temporada hace un complot con Paul para hacer que Barbie termine con Rodrigo, pero Paul se negó a hacerle eso a Rodrigo.

### Invitados especiales
- Valeria Baroni como Michelle. Es una alumna de intercambio francesa de la que todos se enamoran pero principalmente, DJ. Su frase recurrente es "Eres très jolie" o "Son todos très jolies". Finalmente, se queda con DJ. Después lo deja por un chico llamado Francia.
- Paulina Holguín como Samantha. Es la rival de Ana en las olimpiadas de matemáticas. Ella investiga las personalidades de todos los chicos para sacar ventaja, pero es descubierta por Ana.
- Roger González como Enrique Edward John Defet. Es un alumno nuevo en la escuela que llama la atención de las chicas. Es extranjero y su nombre completo es "Enrique Edward John Defet". Enloqueció a todas las chicas (menos a Paola que estaba ausente en ese episodio) con su acento inglés. Es guapo e inteligente.
- Pamela Otero como Juliana. Es una alumna hermosa, buena e inteligente. Al parecer le gusta Miguel y siempre conversa con él, por eso Lucía está celosa de ella.
- Clara Alonso como Jennifer. Es la rival de Paola y una chica mala. En los capítulos finales hace que todos los chicos se peleen.
- Candela Vetrano como Super T (personaje de Supertorpe). Es una superheroína de la que Pablo se enamora.

## Episodios
| Temporada | Temporada | Episodios | Emisión original (Fechas L.A.) | Emisión original (Fechas L.A.) |
| Temporada | Temporada | Episodios | Estreno de temporada           | Final de temporada             |
| --------- | --------- | --------- | ------------------------------ | ------------------------------ |
|           | 1         | 38        | 28 de febrero de 2011          | 31 de diciembre de 2011        |
|           | 2         | 32        | 22 de marzo de 2012            | 15 de diciembre de 2012        |

## Especiales de televisión
| Especial N° | Temporada N° | Episodio N° | Título               | Estreno en Latinoamérica                |
| ----------- | ------------ | ----------- | -------------------- | --------------------------------------- |
| 1           | 1            | 17/18       | Chismes              | 04 de julio de 2011 05 de julio de 2011 |
| 2           | 1            | 23/24       | Show de Talentos     | 13 de julio de 2011 14 de julio de 2011 |
| 3           | 1            | 28          | Alumna Francesa      | 22 de septiembre de 2011                |
| 4           | 1            | 29          | Semana de La Amistad | 29 de septiembre de 2011                |

## Discografía
Banda sonora
- Cuando toca la campana (2011)[11][8]

## Recepción
La serie fue muy bien recibida por el público juvenil del canal, teniendo un montón de clubs de fanes en las redes sociales de internet. El video musical "Es el momento" ha obtenido más de 600 mil reproducciones en Youtube.

## Segunda temporada
En julio de 2011, Gerardo Velázquez confirmó una segunda temporada. Fue grabada entre enero y febrero de 2012 y salió al aire el 22 de marzo de 2012. En esta segunda temporada, Diana Santos y Eva De Dominici dejaron de ser parte del elenco, mientras que Jorge Blanco sólo apareció en algunos capítulos.

### Recreo clip
Al término de Cuando toca la campana, se estrenó el Recreo clip que era un resumen de todos los episodios de la segunda temporada.

## Premios y nominaciones
| Año  | Premio                    | Categoría                                | Nominado                          | Resultado |
| ---- | ------------------------- | ---------------------------------------- | --------------------------------- | --------- |
| 2011 | Kids Choice Awards México | Programa favorito                        | Reparto de Cuando toca la campana | Nominado  |
| 2011 | Kids Choice Awards México | Personaje femenino favorito de una serie | Diana Santos                      | Nominada  |
| 2012 | Kids Choice Awards México | Actriz favorita de reparto               | Mariana Magaña                    | Nominada  |

## Spin-offs

### El Blog de DJ
Una miniserie de Disney Channel Latinoamérica que se ambientaliza en el cuarto de DJ y su blog de la “Campana Chismosa”.
- Problemas de Imagen (02/06/2011)
- Boletines (09/06/2011)
- Doble presonalidad (16/06/2011)
- Lección Oral (23/06/2011)
- Prueba Sorpresa (16/09/2011)
- Soportando la Fila (30/09/2011)
- Amor Escolar (07/10/2011)

### La Campana Chismosa
La micro serie de DJ, la cual se transmite por la red social de videos You Tube. Esta, a diferencia de El Blog de DJ se ambientaliza en la escuela.